# Ḍhal
Ḍhal (Sindhi: ڍال ḍhāl, auch ڍي ḍhē; ڍ) ist der 22. Buchstabe des erweiterten arabischen Alphabets des Sindhi. Ḍhal besteht aus einem Dal (د) mit zwei nebeneinander gesetzten diakritischen Punkten unterhalb des Zeichens.
In der arabischen Schrift des Sindhi steht Ḍhal für den aspirierten stimmhaften retroflexen Plosiv [ɖʰ]. Das Äquivalent zum Ḍhal ist im Devanagari des Sindhi das Zeichen ढ, in lateinischen Umschriften wird Ḍhal entweder mit ḍh, ḍhr oder d́h wiedergegeben.
Das Zeichen ist als Ddahal im Unicodeblock Arabisch am Codepunkt U+068D und im Unicodeblock Arabische Präsentationsformen-A an den Codepunkten U+FB82 und U+FB83 kodiert.
| Unicode-Codepoint | Unicode-Name                       | Zeichen |
| ----------------- | ---------------------------------- | ------- |
| U+068D            | ARABIC LETTER DDAHAL               | ڍ       |
| U+FB82            | ARABIC LETTER DDAHAL ISOLATED FORM | ﮂ       |
| U+FB83            | ARABIC LETTER DDAHAL FINAL FORM    | ﮃ       |